# Neoaliturus chinai
Neoaliturus chinai är en insektsart som beskrevs av Aleksey A. Zachvatkin 1946. Neoaliturus chinai ingår i släktet Neoaliturus och familjen dvärgstritar.

## Underarter
Arten delas in i följande underarter:
- N. c. arabicus
- N. c. caspius
- N. c. jenjouriste